# 国分胤経
国分 胤経（こくぶん たねつね、観応元年（1350年）? - 応永15年6月14日（1408年7月7日）?）は、日本の室町時代に陸奥国宮城郡にいた武士である。陸奥国の国分氏の第8世の当主とされるが、実在しない可能性がある。
国分氏は南北朝時代から戦国時代末まで宮城郡南部を領した一族である。胤経の名は、江戸時代に佐久間義和が編纂した「平姓国分氏系図」にのみ現れる。同系図によれば、胤経の父は国分胤親、母は郷六高政の女。弟か妹が2人いた。留守家明の女を娶り、国分盛経、盛秋、重政、経春の4人の息子を儲け、娘が2人いてそれぞれ白石信基と斎藤季長の妻になった。
佐久間編の系図によれば、観応元年（1350年）に国分で生まれ、初め国若丸、後に彦八郎と名乗り、官位は従五位下、修理亮を称した。死んだのは、応永15年（1408年）6月14日、59歳のときという。
父国分胤親が文和4年（1355年）3月22日に戦死したため、祖父の胤輔から同年4月に家を継いだ。応永7年（1400年）9月に宇都宮氏広が栗原郡で反乱したとき、奥州探題大崎持詮と葛西満信が率いて討伐した。このとき国分胤経は先登の功を立てたという。
ただし、胤経については古内氏蔵の系図には見えず、他の史料にも見えない。胤経の実在性については疑問をはさむ余地がある。